# Restaurante Memphis (Francia)

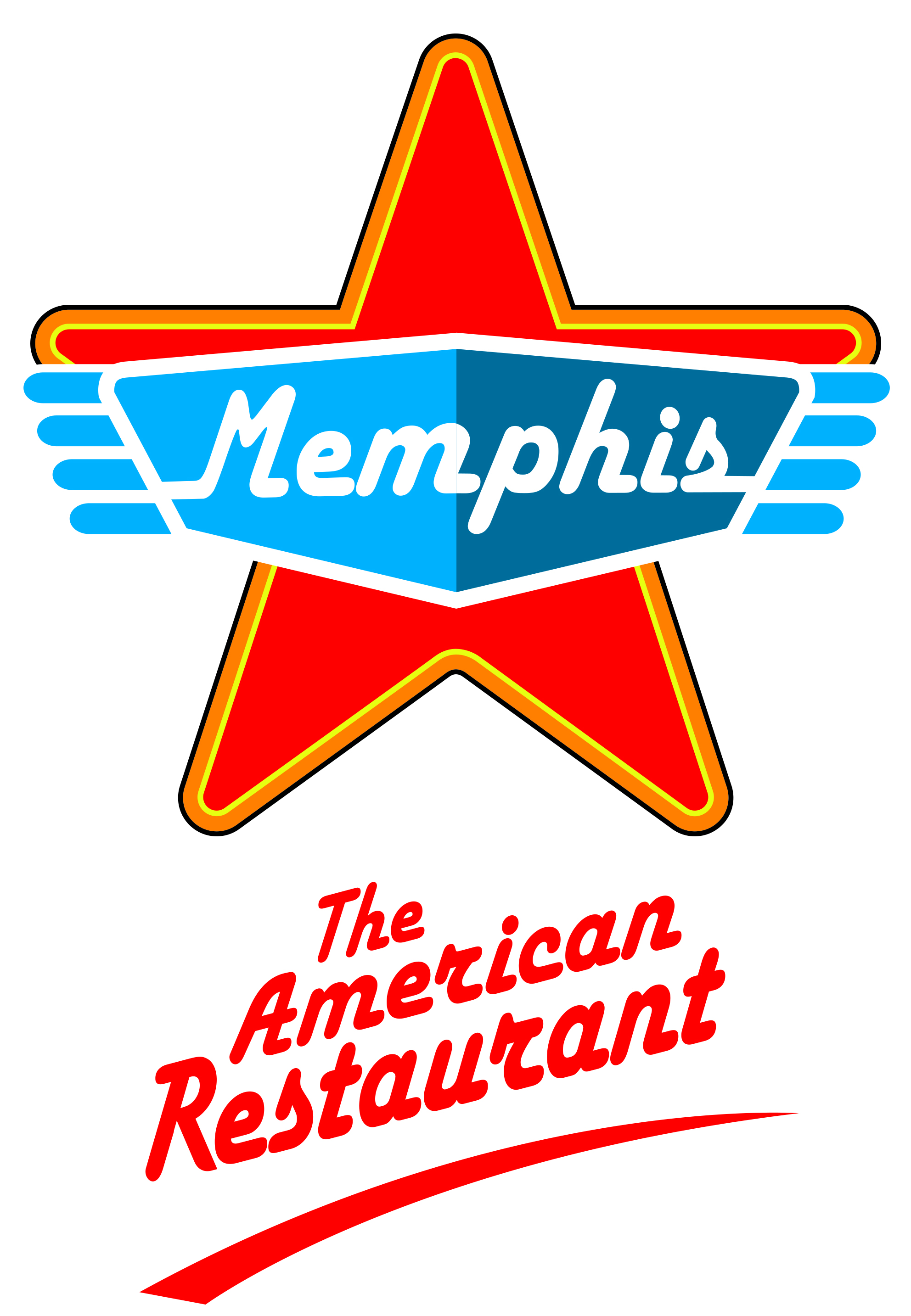

Memphis es una cadena francesa de restaurantes temáticos en régimen de franquicia, fundada en 2009 por el empresario francés Rodolphe Wallgren. Su temática se inspira en la cultura icónica estadounidense de los años cincuenta (década de 1950 en Estados Unidos).

## Historia
En 2009, el joven emprendedor francés Rodolphe Wallgren se inspiró en los diners retro estadounidenses, íconos culturales representativos del optimismo del baby boom de la posguerra, un periodo marcado por un fuerte crecimiento económico, avances técnicos y sociales durante los llamados Treinta Gloriosos, especialmente propicios para el ideal del sueño americano. Así, desarrolló el concepto original del restaurante “Memphis” y abrió con éxito su primer local piloto en la ciudad de Nîmes.

Sala de restaurante
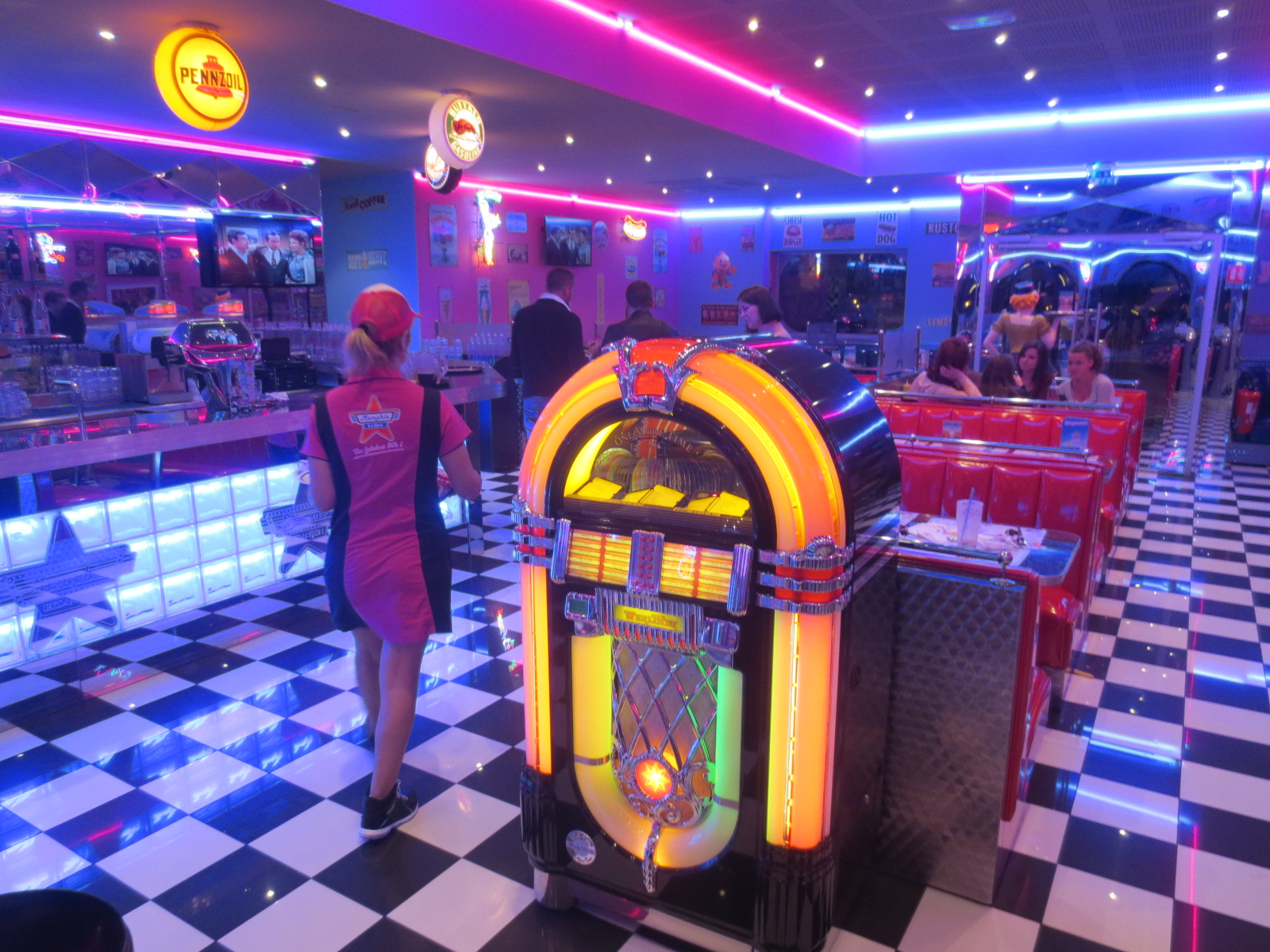
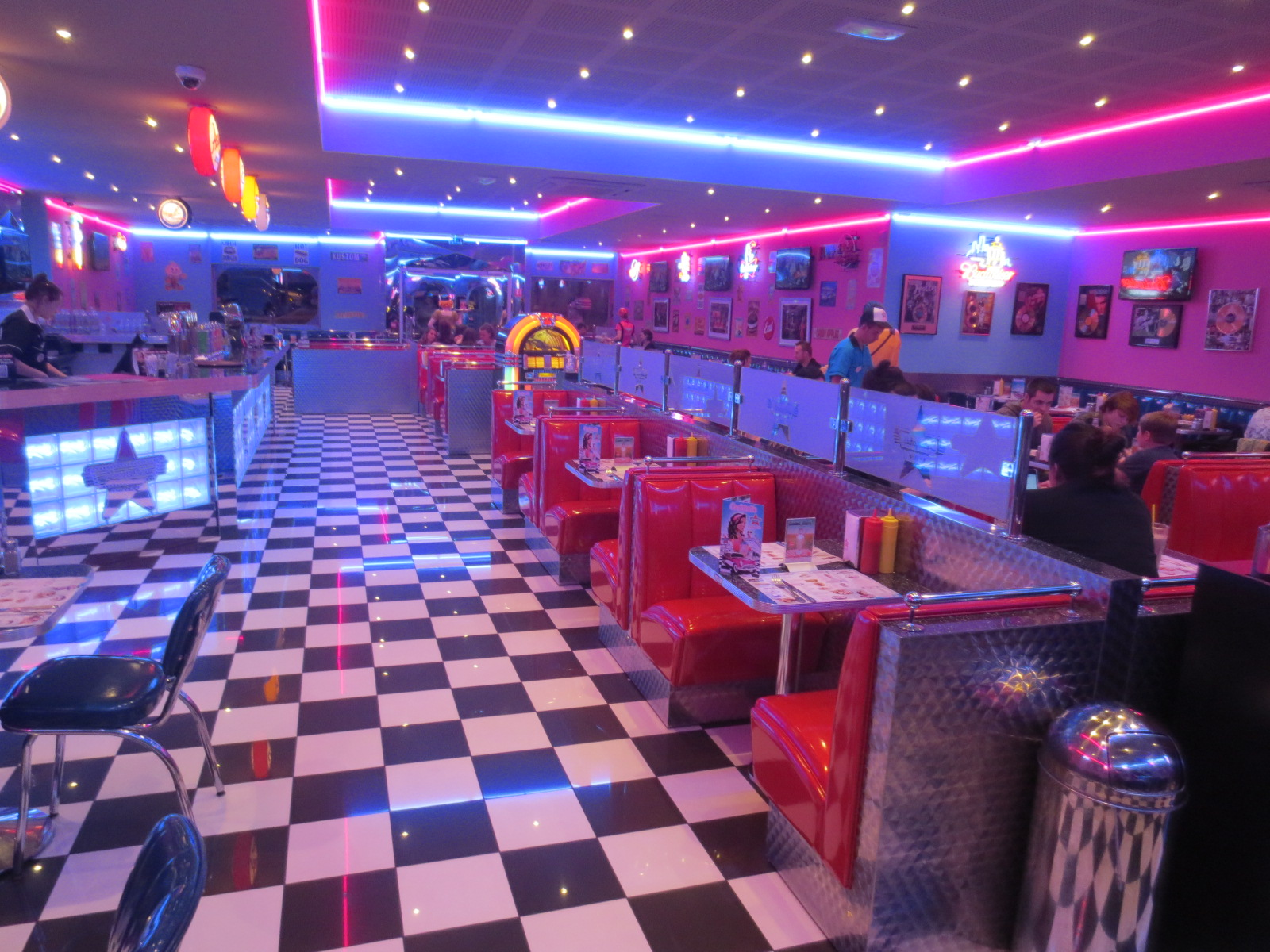
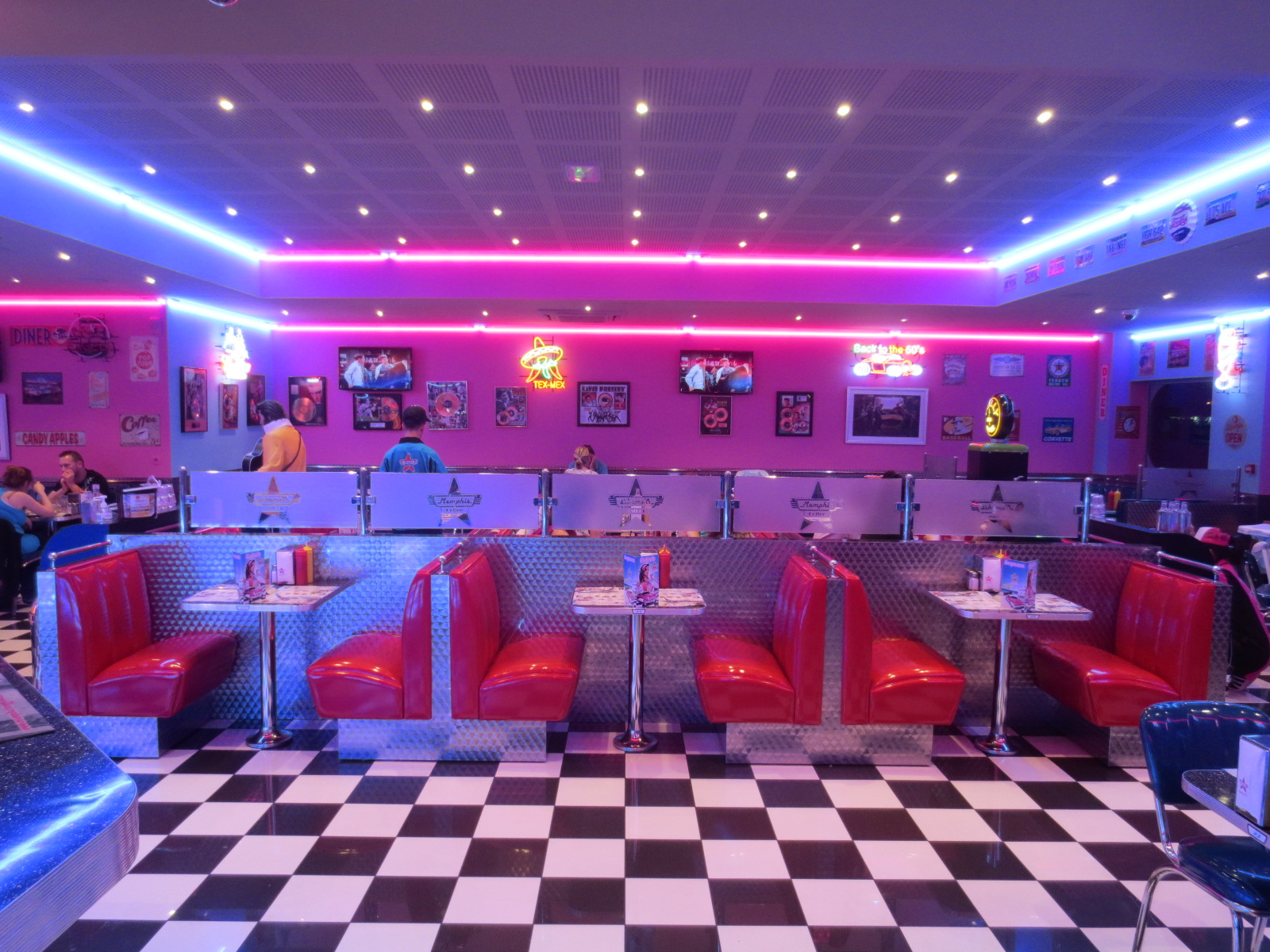

En 2010, expandió su concepto a una cadena de restaurantes en régimen de franquicia por todo el territorio francés..
La decoración del restaurante “Memphis” se inspira en el ambiente y diseño vintage retro custom hot rod estadounidense, con suelos de baldosas en damero, mobiliario de acero inoxidable y cromo, bancos tapizados en skaï brillante azul o rojo, jukeboxes, fotografías de pin-ups e íconos americanos como Elvis Presley, Marilyn Monroe, James Dean o Humphrey Bogart, letreros luminosos y luces de neón de colores, antiguas matrículas americanas y placas esmaltadas publicitarias. La ambientación incluye surtidores de gasolina de la Ruta 66, camareros vestidos a la moda de los años cincuenta, música rock 'n' roll y pantallas que emiten imágenes y escenas de Estados Unidos.
El menú ofrece una cocina típicamente estadounidense basada en productos frescos preparados al momento, destacando carne de vacuno 100% charolesa francesa, hamburguesas (incluyendo la “Crazy Memphis”, con seis hamburguesas de carne), sándwiches, perritos calientes, cocina Tex-Mex, parrilla, steak tartar, patatas fritas, ensaladas, pastelería, helados, batidos y refrescos. Los platos se sirven en mesa todos los días, de mediodía a las 23:00 h, por camareros con vestimenta americana de los años cincuenta.
En 2012, Rodolphe Wallgren participó en el programa emitido en 2014 Patron incognito de M6, bajo el seudónimo de Ludo, trabajando en los restaurantes de Marsella, La Garde, Orleans y Nîmes como lavaplatos, camarero, cocinero y diseñador de mobiliario en la fábrica cercana a Nîmes.
En 2014, la cadena, en plena fase de expansión, alcanzó una facturación de 55 millones de euros con más de cuarenta restaurantes en Francia, y un objetivo de crecimiento acelerado para llegar a cincuenta locales en 2015.
En 2017, se inauguró un nuevo restaurante en Blois, en la región Centro-Valle del Loira.
En septiembre del mismo año, se abrió un nuevo local en el nuevo centro comercial "Promenade de Flandres", en Neuville-en-Ferrain, junto a Lille.

## Vea también
- Icono cultural
- Diner
- Cultura de los Estados Unidos
- Cocina americana